# Station Barsinghausen
Station Barsinghausen (Bahnhof Barsinghausen) is een spoorwegstation in de Duitse stad Barsinghausen in de deelstaat Nedersaksen. Het station ligt aan de spoorlijn Weetzen - Haste en is geopend op 1 mei 1872.

## Indeling
Het station heeft twee zijperrons, welke niet zijn overkapt maar voorzien van abri's. De perrons zijn verbonden via een voetgangerstunnel onder de sporen. Aan de zuidzijde van het station is er een parkeerterrein, een fietsenstalling en het busstation. Tevens staat hier het stationsgebouw, welke niet meer als dusdanig wordt gebruikt. In het gebouw is er een horecagelegenheid gevestigd. Het hoofdperron (spoor 1) wordt gebruikt door de lijnen S1 en S2, spoor 2 alleen door de lijn S21.

## Verbindingen
Het station is onderdeel van de S-Bahn van Hannover, die wordt geëxploiteerd door DB Regio Nord. De volgende treinseries doen het station Barsinghausen aan:
| Serie | Treinsoort             | Route                                                                            | Bijzonderheden                     |
| ----- | ---------------------- | -------------------------------------------------------------------------------- | ---------------------------------- |
| S1    | S-Bahn (DB Regio Nord) | Minden (Westf) – Haste – Seelze – Hannover Hbf – Weetzen – Barsinghausen – Haste |                                    |
| S2    | S-Bahn (DB Regio Nord) | Nienburg (Weser) – Seelze – Hannover Hbf – Weetzen – Barsinghausen – Haste       | Zondags alleen Nienburg - Hannover |
| S21   | S-Bahn (DB Regio Nord) | Hannover Hbf – Hannover Bismarckstraße – Weetzen – Barsinghausen                 | Alleen tijdens de spits            |